# Prisons XI Gaborone
El Prisons XI Gaborone es un equipo de fútbol de Botsuana que juega en la Liga Premier de Botsuana, la primera división de fútbol del país.

## Historia
Fue fundado en el año 1964 en la capital Gaborone como el equipo representante del sistema carcelario del país y su mejor temporada ha sido la de 1995 en la que obtuvieron en subcampeonato. A nivel de copa su mejor participación fue en la Copa Coca-Cola de 1994 en la que fueron eliminados en las semifinales por el Extension Gunners por 0-1.
A nivel internacional participaron en la desaparecida Copa CAF 1995 en la que fueron eliminados en la primera ronda por el Ferroviário de Maputo de Mozambique.

## Participación en competiciones de la CAF
- Copa CAF: 1 aparición

1995 - abandonó en la Primera Ronda.